# Eometra antarctica
Eometra antarctica is een haarster uit de familie Antedonidae.
De wetenschappelijke naam van de soort werd in 1915 gepubliceerd door Austin Hobart Clark.